# NGC 2872
NGC 2872 (другие обозначения — UGC 5018, MCG 2-24-8, ZWG 62.33, ARP 307, KCPG 202A, PGC 26733) — эллиптическая галактика (E2) в созвездии Льва. Открыта Уильямом Гершелем в 1784 году.
Взаимодействует с галактикой NGC 2874, из-за чего диск последней имеет асимметричную форму, при этом лучевые скорости компонент отличаются довольно сильно — на 700 км/с. Обе галактики излучают в радиодиапазоне. В центре NGC 2872 наблюдается эмиссия в линии H-альфа с эквивалентной шириной 12 ангстрем.
Этот объект входит в число перечисленных в оригинальной редакции «Нового общего каталога».